# Aapo Similä
Aapo Similä (14 de abril de 1891-10 de noviembre de 1972) fue un cantante, músico, compositor y escritor finlandés. 

## Biografía

### Inicios
Su nombre completo era Aapo Kustaa Similä, y nació en Oulu, Finlandia. Su hermano era el compositor Martti Similä. Tras graduarse en la escuela industrial, buscó trabajo en Helsinki, a la vez que estudiaba canto, música y piano en el conservatorio.
Obtuvo su primer éxito artístico en su ciudad natal. Fue líder de un coro llamado Oras, y en 1912 compuso una canción titulada "Pohjolan raatajien juhlalaulun", basada en un poema de Kössi Kaatra.

### Actor
En diciembre de 1912 se sumó al teatro itinerante de Pasi Jääskeläisen, Suomalaiseen Operettiin. En representaron la pieza de Emil Kaupin Kosijat, y en primavera las giras llegaron a Helsinki. 
En dicha ciudad fue actor en el Helsingin Kansanteatteri. A principios de otoño participó en una gira teatral con Martti Nisonen y Theodor Weissman, representando Nukke y Pikku Pyhimys. A principios del siguiente año, 1914, representaron en Carelia y en la Provincia de Savonia. Tras el inicio de la Primera Guerra Mundial, el grupo actuó en el Teatro Apollo de Helsinki, y antes de finalizar la primavera había representado 25 veces La viuda alegre.
Durante la guerra civil finlandesa, Similä se sumó a las filas blancas. Una grave herida en su mano izquierda estuvo a punto de dar fin a su carrera artística. 
En los años 1920 Similä actuó en giras y formó parte de diferentes compañías, siendo también un corto período de tiempo director del Teatro de Tampere.

### Ópera
El éxito de sus giras facilitó el deseo de Similä de convertirse en cantante de ópera. Tomó lecciones de canto en las clases de Emmy Achté, siendo uno de sus alumnos favoritos. Una de las obras en las que participó en el Kansan Teatterissa fue la pieza de Santeri Alkion Puukkojunkkarit, en la que trabajaban Aku Käyhkö y Wilho Ilmari. En el mismo teatro, actuó en Seitsemän veljestä con el papel de Juhania. Sin embargo, Similä no fue aceptado en la Ópera de Finlandia.
En las décadas de 1920 y 1930 Similä viajó a Estocolmo y Copenhague para hacer diferentes grabaciones. En los años 1930 se centró en las giras por zonas rurales, pues no había suficiente trabajo en Helsinki, entre otros motivos por el ascenso de la música de jazz, que repercutiría en el teatro de cabaret. En 1927 publicó su primera novela, Boheemilaulaja, que narraba la vida de un cantante tras el escenario, haciendo hincapié en el efecto del alcohol como "enfermedad profesional". Con relación a dicho problema, Aapo Similä decidió ser abstemio.

### Gira
En 1935, el año del centenario de la Kalevala, Similä hizo recorridos por Centroeuropa o Budapest, entre otros lugares. En 1939 extendió las giras a Canadá, pero no tuvo éxito entre los inmigrantes americanos. 
Durante la Segunda Guerra Mundial Similä trabajó en su país y en el frente. La organización de entretenimiento fundada por Reino Palmroth y Pekka Tiilikainen Propaganda-Aseveljet le facilitó poder actuar formando parte de giras por el frente de guerra.

### Compositor
Una vez finalizada la guerra disminuyeron las giras, y Similä pudo dedicarse a la composición. A principios de los años 1950 aparecieron algunas de sus obras más ambiciosas, como Runous Kalevalasta. En 1956 presentó toda su producción en un concierto en solitario celebrado en el Helsingissä Balderin, donde pudieron escucharse Väinämöinen alkaa soittaa, Keinu, Nouse, riennä Suomen kieli y Veljesliekki. El concierto fue bien recibido, y en 1958 compuso la cantata Paluu Pohjolasta. 
Sin embargo, la obra más destacada de Aapo Similä fue la ópera Lemmin poika. El libreto era de Lauri Haarla, y era una pieza con tres actos dedicada al Kalevala. Estrenada el 7 de septiembre de 1961, únicamente se representó dos veces, siendo eliminada del repertorio para decepción de Similä. 
En los años 1960 hizo diferentes actuaciones en las cuales interpretaba en solitario canciones de Sibelius acompañándose él mismo al piano.
Aapo Similä falleció en Helsinki en 1972, a los 81 años de edad. Fue enterrado en el Cementerio de Oulu. 

## Discografía (selección)
- 1929 : Aapo Similä, säest. Paul Salminen, kantele: Vallinkorvan laulu (säv. Oskar Merikanto, san. A. B. Mäkelä) Odeon
- 1929 : Aapo Similä, säest. Paul Salminen, kantele: Reppurin laulu (säv. Oskar Merikanto, san. Larin-Kyösti [=Carl-Gustaf Larsson]) Odeon
- 1929 : Aapo ja Martti Similä: Yhteinen Susanna (Oh, Susanna) (säv. Stephen C. Foster, san. J. Alfred Tanner) Odeon
- 1930 : Aapo Similä: Laiva, Toivo ja Oulu (säv. & san. traditional, sov. Aapo Similä) Odeon

## Obras
- 1923 : Suomalaiset kansanlaulut, Otava
- 1930 : Niin jatkui laulajan latu
- 1935 : Boheemilaulajia
- 1940 : Ohdakkeinen ja ruusuinen taiteilijan tie, Karisto
- 1941 : Rikkaruohoja musiikin kukkatarhassa , Kivi
- 1943 : Kullan palvojain maa , Kirjamies
- 1945 : Raitistuva Suomi = voimistuva Suomi , Sana
- 1948 : Taiteilija ja tavallinen ihminen, Kivi
- 1950 : Fariseus turkkilaisessa huoneessa,
- 1952 : Liikemies huvittelee (Kertomuksia kieltolain ajoilta)